# Ealdgyth af Mercia
Ealdgyth (havde sin glanstid ca. 1057–1066), også Aldgyth eller på moderne engelsk, Edith, var datter af Ælfgar, jarl af Mercia, hustru til Gruffudd ap Llywelyn (d. 1063), herskeren over hele Wales, og senere hustru og dronning til Harold Godwinson, konge af England i 1066. Hun blev beskrevet af Vilhelm af Jumièges som værende af betydelig skønhed.

## Familie
Ealdgyth var datter af Ælfgar, der havde været jarl af East Anglia et par gange i 1050'erne og blev udnævnt til jarl af Mercia i ca. 1057, som efterfølger til hans far Leofric. Ælfgars hustru Ælfgifu var sandsynligvis hendes mor, og Eadwine, den senere jarl af Mercia, og Morcar, jarl af Northumbria, var hendes brødre.
I 1055 blev Ælfgar forvist efter anklager om forræderi. Han rejste til Irland for at mønstre tropper og indgik en alliance med Gruffudd ap Llywelyn, der havde været konge af Gwynedd (1039–1055) men overtog herredømmet over hele Wales i 1055. Ælfgar og Gruffudd invaderede England og plyndrede Hereford og bragte stor ydmygelse til jarl Ralf, der havde brug for ekstern støtte for at afvise angriberne. Da der blev indgået fred, fik Ælfgar sit embede tilbage, inden han efterfulgte sin far som jarl af Mercia i ca. 1057.

## Ægteskaber og spørgsmål

### Gruffudd ap Llywelyn
Det var formodentlig i året for hendes fars udnævnelse (ca. 1057), at Ealdgyth giftede sig med hans politiske allierede, kong Gruffudd ap Llywelyn. Vilhelm af Jumièges beskriver hende som en kvinde af betydelig skønhed. Walter Map skriver også om en smuk frue, der var meget elsket af kongen, så han har nok haft Ealdgyth i tankerne. I forbindelse med sit ægteskab fik hun en beskeden mængde jord i England, skønt den eneste ejendom, der bestemt kan identificeres som at have tilhørt hende, er én i Binley, Warwickshire. Hun fødte kongen en datter ved navn Nest. Nest blev senere hustru til Osbern fitzRichard, en herremand i marsken ved Herefordshire-grænsen, der erhvervede Binley. Nest og Osbern fik en datter, der blev gift med Bernard de Neufmarché, også en herremand i marsken. Krønikerne har også registreret to af Gruffudds sønner, Maredudd og Ithel, sandsynligvis for Idwal, der døde i 1069, og en tredje søn kan være Owain ap Gruffudd (d. 1059).
Alliancen mellem Ealdgyths far og husbond var af stor betydning for at modstå Godwinson-familiens voksende magt. Ved jarl Ralfs død i 1057 blev Hereford tilføjet Harolds jarldømme. Det følgende år blev Ælfgar gjort fredløs for anden gang, men han blev snart genindsat. Ælfgar er sidst omtalt i 1062 og ser ud til at være død i 1063, da Harold Godwinson invaderede Wales. Gruffudd blev dræbt i den forbindelse.

### Harold Godwinson
Ealdgyth blev senere hustru og dronning til sin afdøde mands fjende Harold. Datoen for ægteskabet er ukendt, men det må have fundet sted på et eller andet tidspunkt inden normanners erobring, hvad enten det er før eller efter Harolds kroning som konge af England (januar 1066). Det ser ud til, at Harolds valg af brud var "ikke kun rettet mod at sikre Huset Mercias støtte til sig selv i forbindelse med hans kongelige ambitioner, men også for at svække forbindelserne mellem det samme hus og herskerne i det nordlige Wales". Under alle omstændigheder skulle Ealdgyth snart blive enke for anden gang. I oktober samme år blev Harold besejret og dræbt i Slaget ved Hastings, der blev kæmpet mod de invaderende styrker under Vilhelm, hertug af Normandiet, som efterfølgende besteg den engelske trone. Ved nyheden om Harolds død drog Ealdgyths brødre til London for at hente hende og sendte hende straks til Chester for beskyttelse. Det vides ikke, hvad der skete med hende derefter. Harold fik et antal børn med sin papirløse hustru Edith Svanehals, men i hans ægteskab med Ealdgyth blev der muligvis ikke født nogen afkom. Det er blevet antydet, at Ealdgyth kan have været mor til Harolds søn Harold, men denne mulighed accepteres ikke universelt.